# Geronde halfopen voorklinker
De geronde halfopen voorklinker of geronde open-mid voorklinker is een klinker waarvan de articulatie de volgende kenmerken bezit:
- Het is een halfopen klinker, wat betekent dat de tong zich ongeveer halverwege de articulatie van een middenklinker en die van een open klinker bevindt;
- Het is een voorklinker.
- Het is een ongeronde klinker, wat betekent dat de lippen niet zijn gerond.

In het Internationaal Fonetisch Alfabet wordt deze klinker weergegeven als [œ], en het overeenkomende X-SAMPA- symbool is 9. Het symbool œ is een ligatuur van de letters o en e. Merk op dat [ɶ], een verkleinde versie van de hoofdletter Œ, wordt gebruikt voor de geronde open voorklinker.

## Voorbeelden
- Frans: jeune [ʒœn]?, "jong"
- Duits: Hölle [ˈhœlə]?, "hel"
- Turks: gör [ɟœɾ]? "zien"